# Refugio Reloj

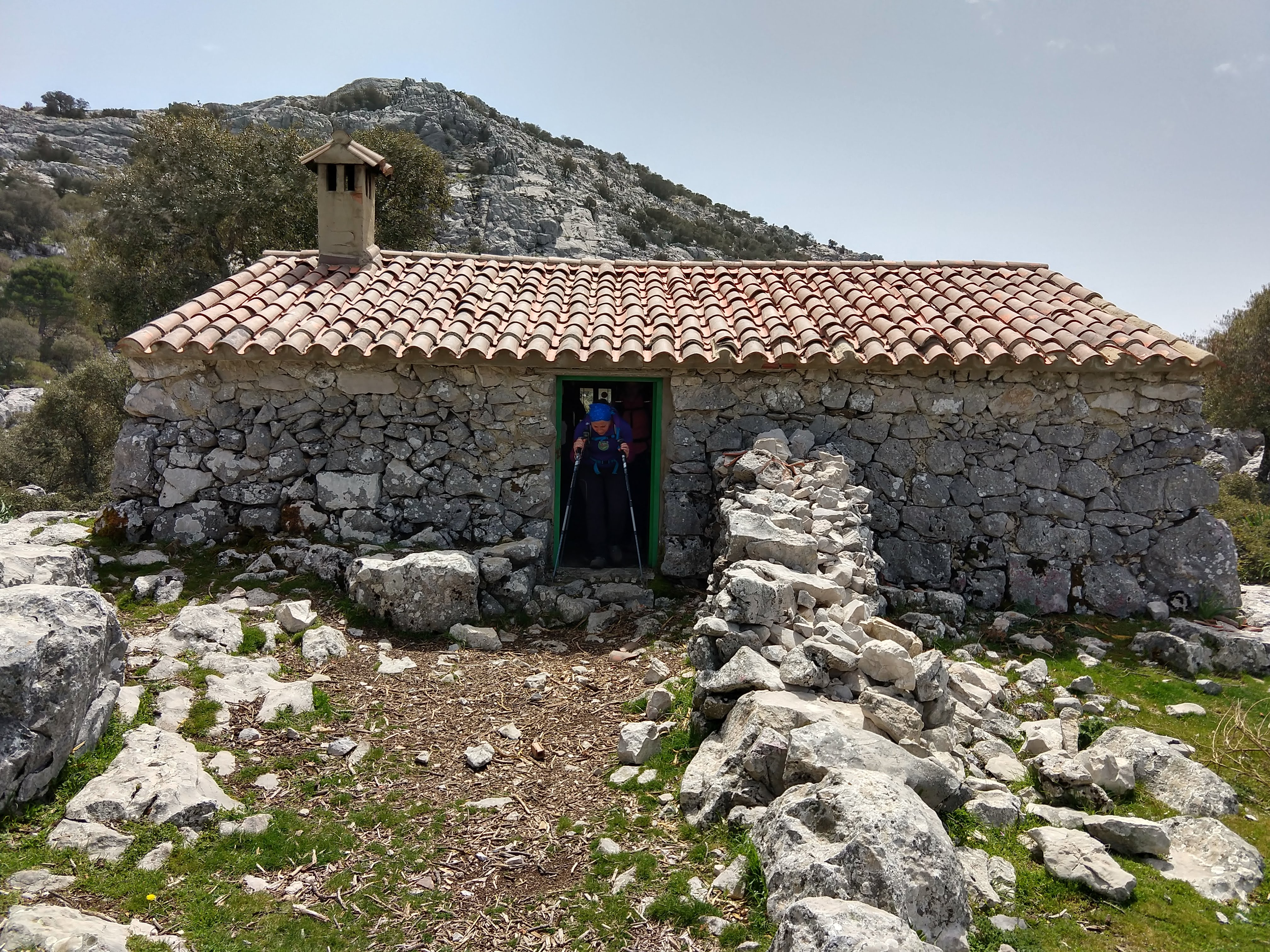
El Refugio del Reloj, en la Sierra del Endrinal, en abril de 2018. Vista frontal.

El Refugio Reloj (también conocido como el Chozo o Casa del Reloj) es una construcción de piedra en la Sierra del Endrinal que está aparentemente destinada a su uso como refugio-vivac de montaña.
La construcción es de piedra, de una única planta, con chimenea, puerta, ventana y un par de camastros de madera.
Se localiza en un punto intermedio entre las poblaciones de Grazalema y Villaluenga del Rosario, a unos 1.312 m s.n.m., muy cercano a los picos  Simancón y  Reloj.

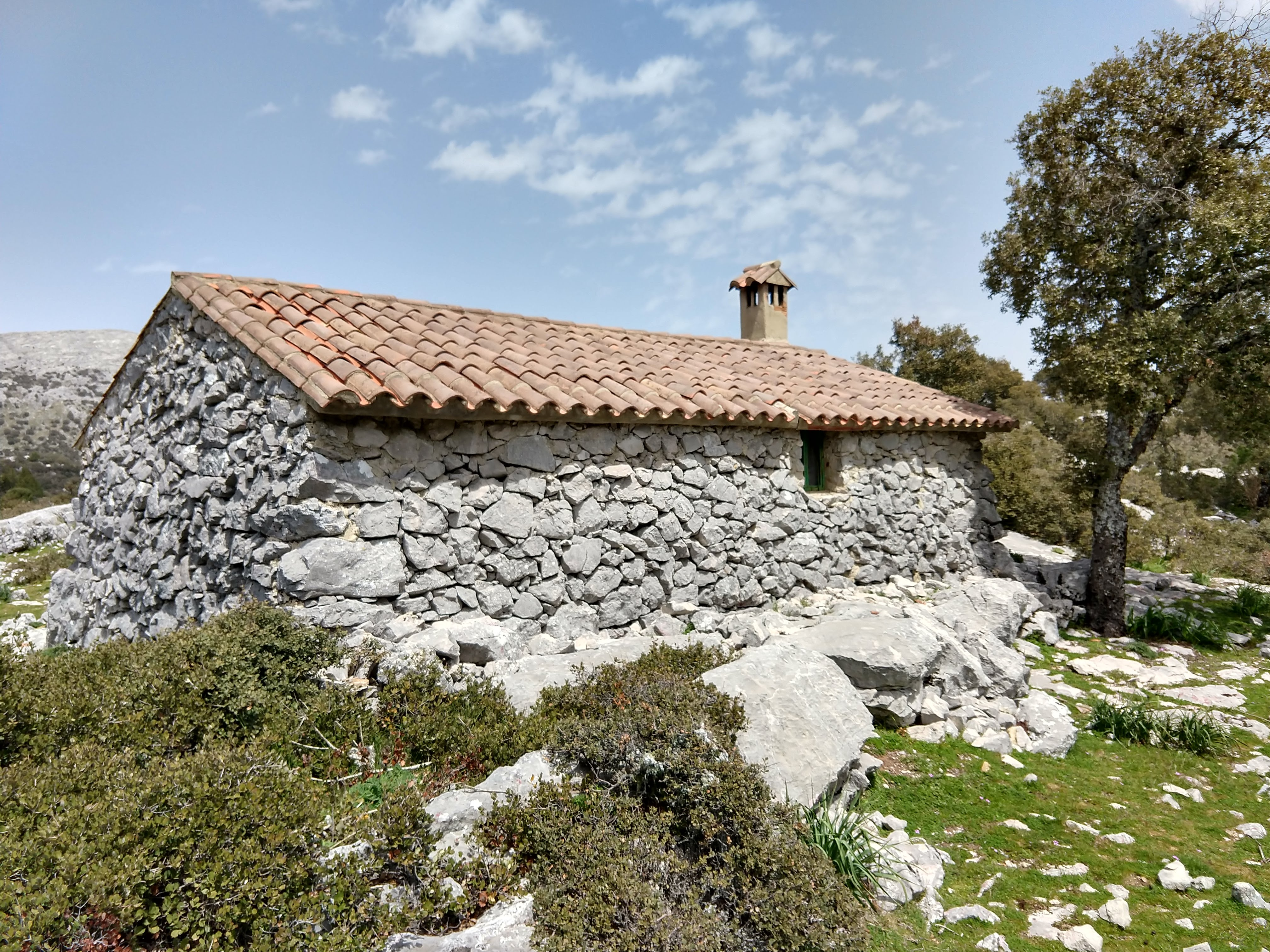
El Refugio del Reloj, en la Sierra del Endrinal, en abril de 2018. Vista trasera.

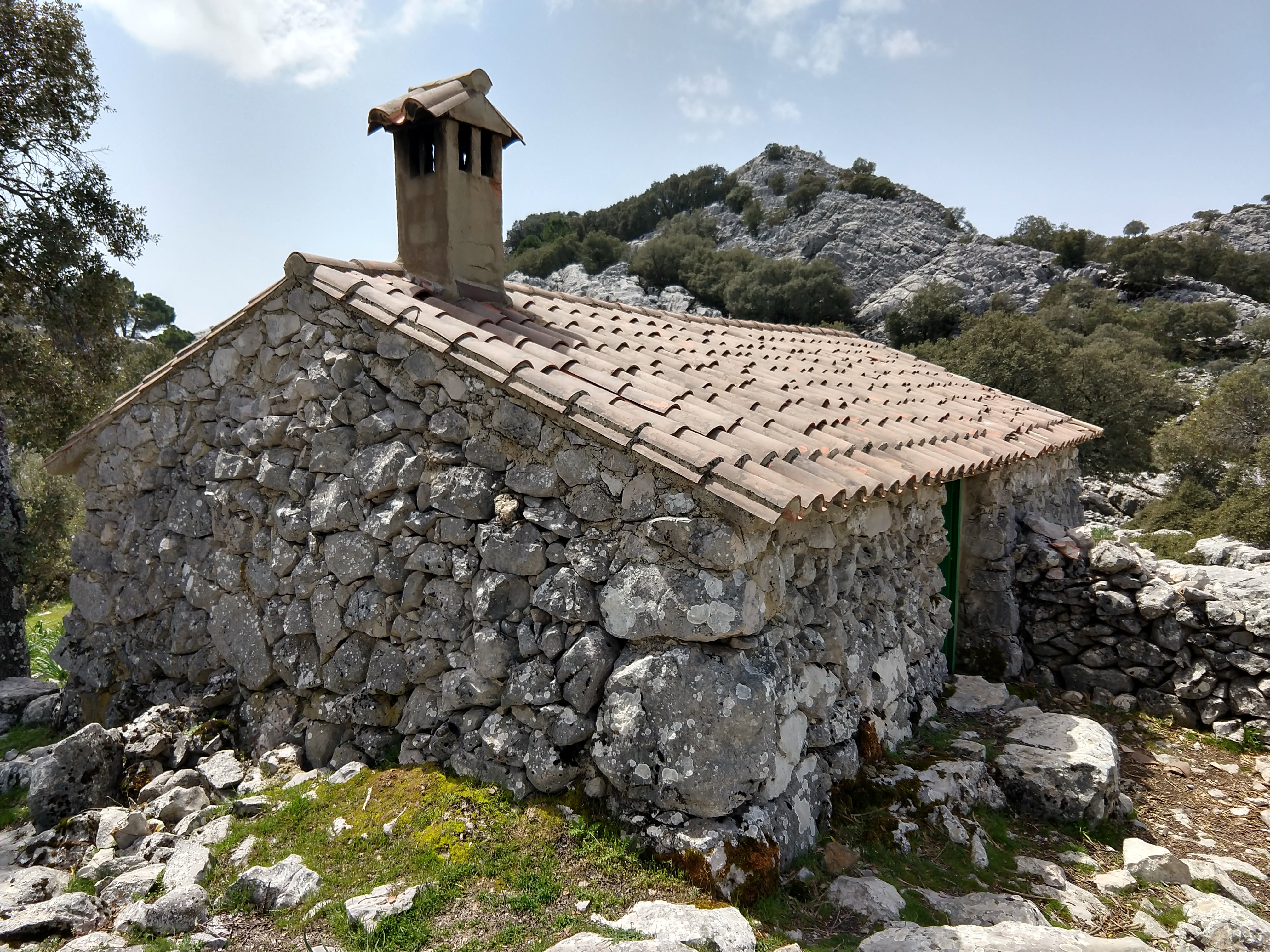
El Refugio del Reloj, en la Sierra del Endrinal, en abril de 2018. Vista lateral

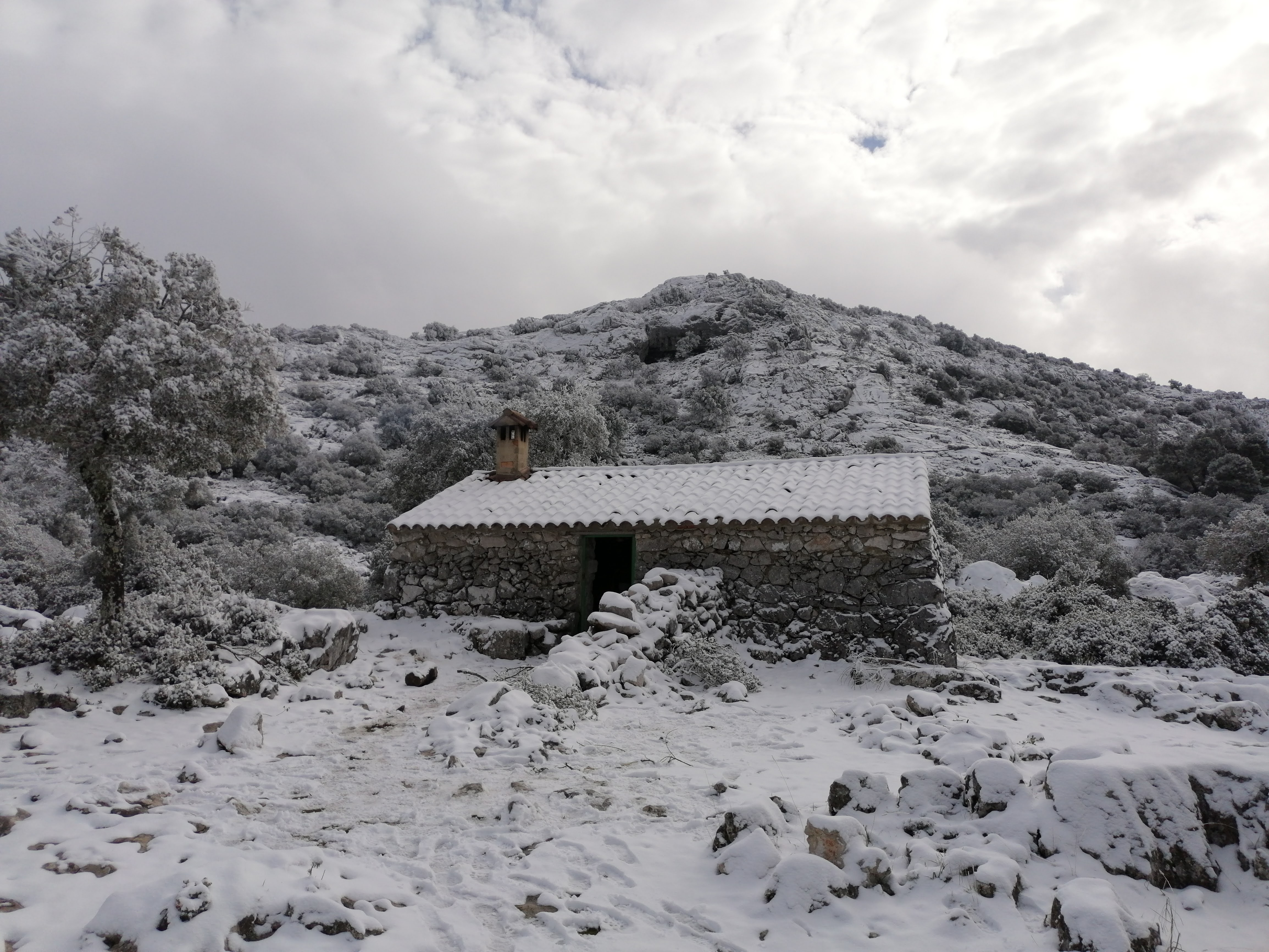
Refugio del Reloj, nevada de enero de 2021, frontal

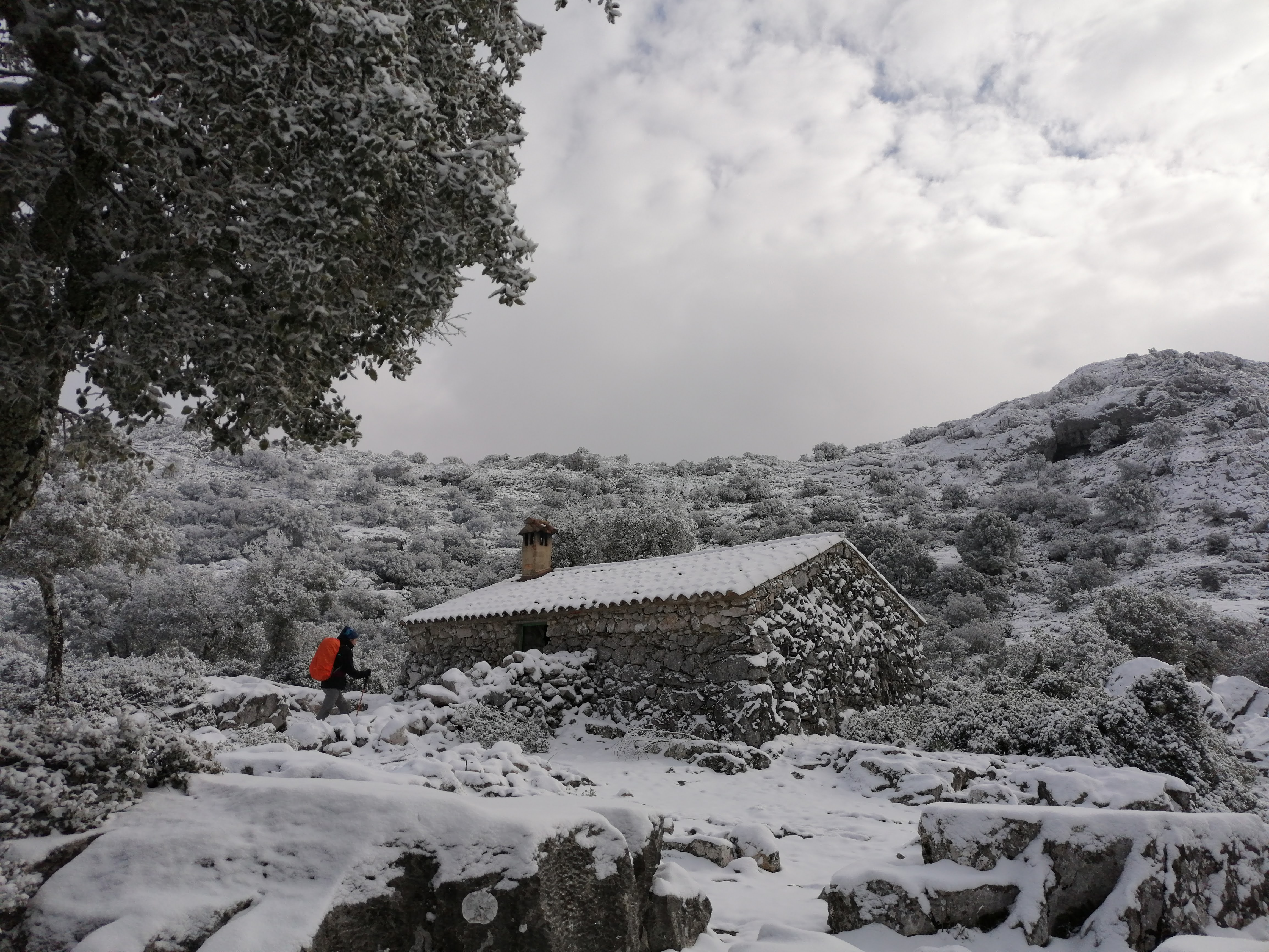
Refugio del Reloj, nevada de enero de 2021, lateral